# Jean Lanusse (député)
Pour les articles homonymes, voir Jean Lanusse et Lanusse.
Jean Lanusse, né le 17 février 1720 à Tartas et décédé le 15 juin 1790 à Paris, est un ecclésiastique et homme politique français

## Biographie
Curé de la paroisse Saint-Étienne, il est député du clergé aux états généraux de 1789 pour la sénéchaussée de Tartas.